# Guillaume II de Bures
Guillaume II de Bures est un noble croisé du royaume de Jérusalem.
La seule certitude concernant sa famille est qu'il est un neveu de Guillaume Ier de Bures, prince de Galilée et de Tibérias. On sait aussi qu'il avait trois frères et une sœur :
- Elinard, prince de Galilée et de Tibérias a qui il succédera,
- Raoul d'Yssy,
- Simon,
- Echive, princesse de Galilée et de Tibérias après lui, et qui se mariera à Gautier de Saint-Omer, puis à Raymond III de Tripoli,
- Agnès, mariée à Géraud, comte de Sidon.

Sachant que ce Guillaume de Bures n'avait qu'un seul frère connu et nommé Godefroy de Bures, tué en 1119 lors d'un raid en terre musulmane, on suppose que Guillaume II de Bures et ses frères et sœurs étaient fils de ce Godefroy.